# Émile Haug
Gustave Émile Haug, född 19 juli 1861 i Drusenheim i Alsace, död 28 augusti 1927 i Niederbronn-les-Bains, var en fransk geolog.
Efter i Strassburg vunnen doktorsgrad bosatte han sig i Paris, där han vid Sorbonne anställdes som docent och biträdande professor och 1904 blev professor i geologi. Hans första arbeten berörde juraformationens paleontologi och stratigrafi, särskilt ammoniternas systematik. Senare behandlade han övervägande frågor om sedimentära bildningars stratigrafi och paleontologi, till exempel överskjutningstektoniken i Alperna och geosynklinalernas byggnad (Les géosynclinaux et les aires continentales, 1900). Hans Traité de géologie (två band med 135 planscher, 1907-11) var den på sin tid förnämsta läro- och handboken i geologi på franska språket.